# 員山郷

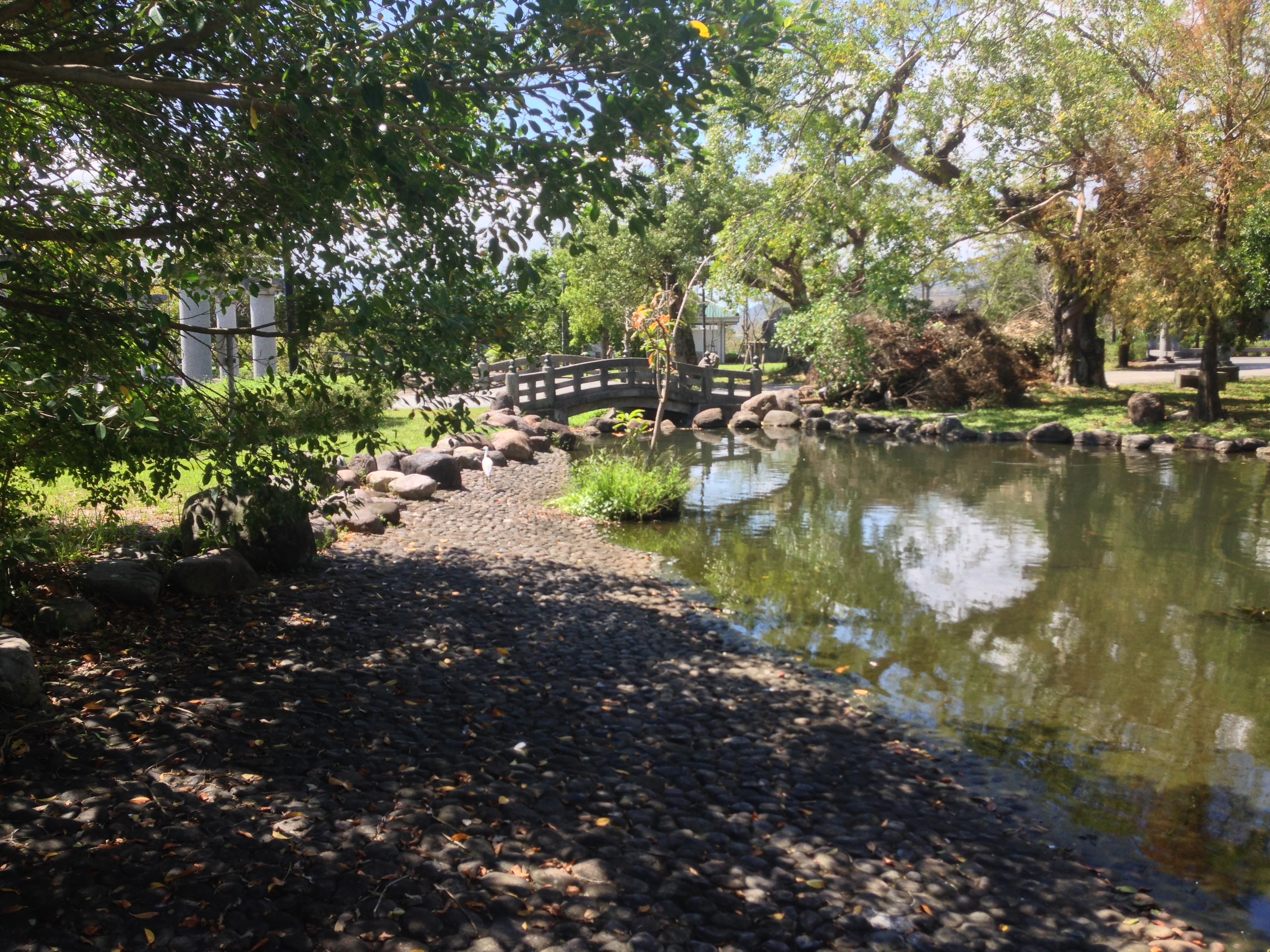
員山公園（旧宜蘭神社）の池

員山郷（ユエンシャン/いんざん-きょう）は台湾宜蘭県の郷。

## 地理
員山郷は宜蘭県西部に位置している。

## 行政区
| 地区 | 村                                     |
| ---- | -------------------------------------- |
| 市区 | 員山村、尚徳村、恵好村                 |
| 南   | 七賢村、深溝村、蓁巷村、内城村、中華村 |
| 北   | 永和村、頭分村、枕山村、同楽村         |
| 西   | 湖東村、湖西村、湖北村、逸仙村         |

## 歴代郷長
| 代 | 氏名 | 任期 |
| -- | ---- | ---- |

## 教育

### 国民中学
- 宜蘭県立員山国民中学
- 宜蘭県立栄源国民中学

### 国民小学
- 宜蘭県立同楽国民小学
- 宜蘭県立大湖国民小学

## 交通
| 種別 | 路線名称 | その他   |
| ---- | -------- | -------- |
| 省道 | 台7線    | 北横公路 |
| 省道 | 台9甲線  |          |

## 観光
- 枕頭山休閑農業区
- 福山植物園（中国語版）
- 快楽谷
- 大湖風景区
- 尚徳村河浜公園
- 樹木教育農場
- 双連埤
- 員山温泉（中国語版）